# 叶辅平
叶辅平（1902年—1939年8月），原名葉全，广东惠州府歸善縣客家人，中华民国军事将领，叶挺胞弟。

## 生平

### 早期生涯
早年因家贫父母相继去世，担任学堂杂工。叶辅平比叶挺小六岁，在家中11个兄弟姐妹中排行第九（叶挺排行第八），两人兄弟情谊最深。1923年，受彭湃领导的海陆丰农民运动的影响，叶辅平与朋友创办了农民识字夜校，专教农民识字，并宣传革命思想；期间成立农会。此时得到孙中山大元帅府警卫团营长的叶挺支持，并获得秘密运送的武器，从而发动建立农民自卫军。1925年，广东国民政府革命军举行讨伐陈炯明的东征，叶辅平相应配合，并开设“锡公堂”药铺为掩护，成为联络点，此药店后改名“聚源堂”，成为抗日战争期间，游击队的联络站。

### 加入革命
1926年，叶辅平赴肇庆参与组建叶挺独立团，任团部军需主任。1927年南昌起义后，叶辅平受命前往香港，收容旧部，但被港英当局驱逐，前往澳门。1928年春，由澳门返回家乡。同年6月，加入中国共产党。1930年，广东清乡运动推进，周田农会受到捕杀。叶辅平则通过组织农民赤卫队捕杀周田乡乡长叶贯文，引起当局震惊。

### 抗日战争
抗日战争爆发后，国民革命军陆军新四军筹务处在武汉成立，叶挺出任新四军军长。1938年，叶辅平奔赴南昌参加新四军，担任新四军司令部上校军需处处长。并修建兵工厂。此外他还经常返回广东，寻求募捐和购买武器。1939年8月，叶辅平奉命再次回广东，赴香港处理慰劳物品和军需物资，返回途中于广西南宁八塘附近，发生车祸遇难，时年37岁。11月6日，新四军《抗敌报》发表了沉痛哀悼叶辅平烈士的文章，寄托哀思。

## 纪念
1954年7月，惠阳县政府将烈士遗骸从广西南宁运回惠阳周田家乡安葬，并建碑纪念。2014年8月29日民政部发布第327号公告，公布第一批著名抗日英烈和英雄群体名录，其中包括叶辅平。